# Morze Północne, Teksas
Morze Północne, Teksas (nider. Noordzee, Texas) – belgijski dramat filmowy z 2011 roku w reżyserii Bavo Defurne. Zdjęcia kręcono w Ostendzie.
Historia miłosna dwóch młodych mężczyzn osadzona w latach siedemdziesiątych. Scenariusz powstał na podstawie książki Nooit gaat dit over autorstwa Andre Sollie.

## Obsada
- Jelle Florizoone – Pim
- Mathias Vergels – Gino
- Eva Van Der Gucht – Yvette
- Nina Marie Kortekaas – Sabrina
- Katelijne Damen – Marcella
- Thomas Coumans – Zoltan
- Luk Wyns – Etienne
- Ben Van den Heuvel – młody Pim
- Noor Ben Taout – młoda Sabrina
- Nathan Naenen – młody Gino
- Ella-June Henrard – Françoise
- Patricia Goemaere – Simonne
- Daniel Sikora – Maurice
- Victor Zaidi – Julien[2]